# 1991년 피나투보산 분화
필리핀의 루손 화산대에서 일어난 1991년 피나투보산 분화는 20세기 두 번째로 큰 화산 분화로, 1912년 알래스카주의 노바룹타산 분화 다음으로 컸다. 4월 2일, 피나투보산 북쪽에 생긴 균열에서 일련의 수증기 폭발이 일어나면서 분화 활동이 시작되었다. 지진계가 설치되어 화산의 지진을 모니터링하기 시작했다. 5월 말에는 화산 아래의 지진 활동 수가 매일 변동했다. 6월 6일부터는 점진적으로 얕아지는 지진의 무리가 산의 동쪽 상부 측면에 팽창 경사와 함께 발생했으며, 이는 작은 종상 화산의 분출로 절정에 달했다.
6월 12일, 화산의 첫 번째 거대한 분화는 화산재 기둥을 19 km 높이로 대기권으로 뿜어냈다. 추가 폭발은 밤새 그리고 6월 13일 오전에 발생했다. 이 기간 동안 지진 활동은 매우 강해졌다. 6월 15일, 훨씬 더 많은 가스가 포함된 마그마가 피나투보산 표면에 도달하자 화산이 폭발하여 화산재 구름을 40 km 높이로 대기권으로 보냈다. 화산재와 경석이 주변 지역을 뒤덮었다. 거대한 화산쇄설류는 피나투보산 측면을 따라 굉음과 함께 쏟아져 내려 한때 깊었던 계곡들을 최고 200 m 두께의 새로운 화산 퇴적물로 채웠다. 분화는 화산 아래에서 너무 많은 마그마와 암석을 제거하여 정상부가 붕괴되어 2.5 km 너비의 작은 칼데라를 형성했다.
분화로 인한 미세 화산재는 인도양까지 떨어졌고, 위성은 화산재 구름이 지구를 여러 번 도는 것을 추적했다. 최소 16대의 상업용 제트기가 표류하는 화산재 구름 속으로 의도치 않게 비행하여 약 1억 달러의 손상을 입었다. 화산재 낙하와 함께 어둠이 찾아왔고, 인근 강 계곡을 따라 화산이류가 굉음과 함께 흘러내리는 소리가 들렸다. 여러 개의 작은 화산이류가 클라크 공군기지를 휩쓸어 기지 전체를 엄청난 위력의 물줄기로 가로질러 건물에 부딪히고 차량을 흩뿌렸다. 피나투보산으로부터 30 km 이내의 거의 모든 다리가 파괴되었다. 여러 저지대 마을은 침수되거나 진흙에 부분적으로 묻혔다. 젖고 무거운 화산재 아래 지붕 붕괴로 840명 이상이 사망하고 더 많은 사람들이 부상을 입었다.
화산 퇴적물이 2차 머드플로우로 재이동되면서 그 후 몇 년 동안 비는 계속해서 위험을 초래했다. 비가 올 때마다 다리, 관개 수로 시스템, 도로, 경작지, 도시 지역에 피해가 발생했다. 분화 자체보다 비로 인한 화산이류로 인해 훨씬 더 많은 사람들이 오랫동안 영향을 받았다.

## 전조와 대피

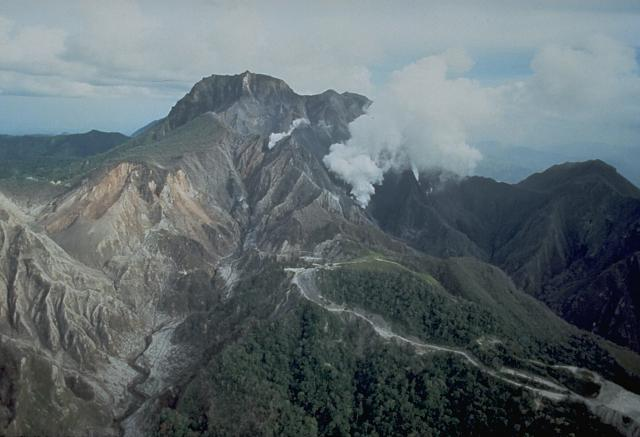
1991년 4월 말 북쪽에서 본 피나투보산. 4월 2일 수증기 폭발로 생긴 회갈색 화산재와 여러 분화구가 왼쪽에 보인다.

1990년 7월 16일, 모멘트 규모 M7.8의 지진이 루손 중부 북부와 코르디예라스 지방을 강타했다. 이는 1990년에 기록된 가장 큰 지진이었다. 진앙은 피나투보산에서 북동쪽으로 약 100 km 떨어진 누에바에시하주 리살 지역에 있었고, 세 개 주를 가로질러 북서-남동 방향으로 단층이 발생했다. 또한 필리핀 단층계를 따라 서쪽으로 바기오까지 이어졌는데, 바기오는 황폐화되었고 피나투보산에서 북동쪽으로 약 80 km 떨어져 있다. 이로 인해 화산학자들은 이 지진이 궁극적으로 1991년 분화를 촉발했을 수도 있다고 추측했지만, 이는 확실히 입증할 수 없다.
지진 발생 2주 후, 현지 주민은 화산에서 수증기가 나온다고 보고했지만 조사에 나선 과학자는 분화 전 활동이 아닌 작은 산사태만 발견했다. 1991년 3월 15일, 화산 북서쪽의 주민들은 잇따른 지진을 느꼈다. 그 후 2주 동안 점점 강해지는 지진이 계속해서 느껴졌고, 어떤 종류의 화산 활동이 일어날 가능성이 분명해졌다.
4월 2일, 화산이 활동을 시작했으며, 정상 근처 1.5 km 길이의 단열을 따라 수증기 분화가 발생했다. 다음 몇 주 동안 작은 분화가 계속되어 주변 지역을 화산재로 뒤덮었다. 지진계는 매일 수백 건의 작은 지진을 기록했다. 과학계는 즉시 관측 장비를 설치하고 화산의 이전 분화 이력에 대한 단서를 분석했다. 오래된 화산 퇴적물에서 발견된 숯의 방사성 탄소 연대 측정을 통해 최근 1천년 동안 약 5500년, 3500년, 500년 전에 발생한 세 번의 주요 폭발적인 분화 시기를 밝혀냈다. 지질 매핑 결과 주변 평원의 대부분이 이전 분화로 인한 화산이류 퇴적물로 형성되었음이 밝혀졌다.
5월 내내 화산 활동이 증가했다. 이산화 황 배출량 측정 결과 5월 13일에는 하루 500 t (550 쇼트톤)에서 5월 28일에는 하루 5,000 t (5,500 쇼트톤)으로 급격히 증가했다. 이는 화산 아래에 새로운 마그마 기둥이 상승하고 있음을 의미했다. 5월 28일 이후, 방출되는 SO
2의 양이 상당히 감소했는데, 이는 마그마의 탈가스가 어떤 식으로든 차단되어 마그마굄에 압력이 축적되어 격렬한 폭발성 분화의 가능성이 높아질 것이라는 우려를 낳았다.

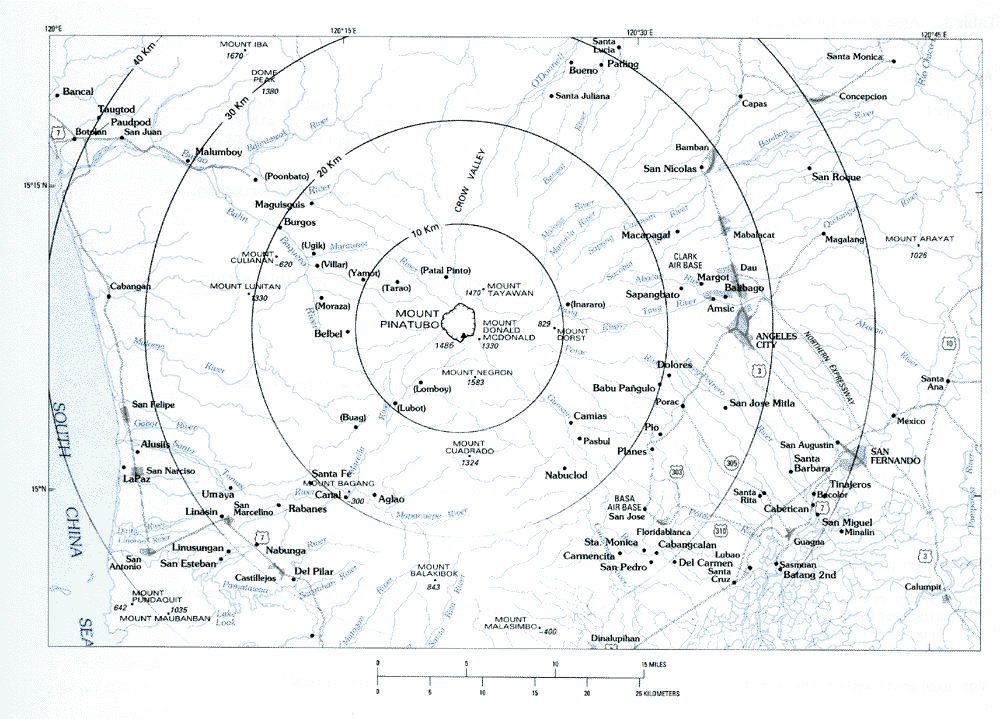
피나투보산의 지도와 인근 봉우리 및 대피 구역.

6월 초, 경사계 측정 결과 화산이 점차 팽창하고 있음이 나타났는데, 이는 정상 아래 저장소를 채우는 마그마의 빠른 증가 때문인 것으로 보인다. 동시에, 이전에 정상에서 북서쪽으로 약 5 km 떨어진 지점 아래 몇 킬로미터 깊이에 집중되어 있던 지진 활동이 정상 바로 아래 얕은 깊이로 이동했다. 이러한 현상은 화산성 지진의 전조이다.
매우 큰 분화가 임박했다는 모든 징후를 고려하여 필리핀 화산지진학 연구소는 미국 지질조사국(USGS)의 지원을 받아 지역 주민들에게 위협의 심각성을 설득하기 위해 노력했다. 잘못된 경고는 나중의 경고에 대한 회의를 불러올 수 있었지만, 분화가 시작될 때까지 경고를 지연시키는 것은 수천 명의 사망으로 이어질 수 있었으므로, 화산학자들은 시기적절하고 정확한 화산 위험 평가를 제공해야 하는 압력을 받았다.
세 개의 연속적인 대피 구역이 정의되었는데, 가장 안쪽은 화산 정상에서 10 km 이내의 모든 것을 포함하고, 두 번째는 정상에서 10~20 km까지 확장되며, 세 번째는 정상에서 20~40 km까지 확장되었다 (클라크 공군기지와 앙헬레스는 이 구역에 있었다). 10 km 및 10~20 km 구역의 총 인구는 약 40,000명이었고, 20~40 km 구역에는 331,000명 이상의 주민이 살고 있었다.
화산 경보는 5단계로 정의되었는데, 1단계(낮은 수준의 지진 활동)부터 5단계(주요 분화 진행 중)까지였다. 매일 경보가 발령되어 경보 수준과 관련 위험 구역이 명시되었고, 이 정보는 필리핀 내 주요 지역 및 전국 신문, 라디오 및 텔레비전 방송국, 비정부 기구 (NGO)를 통해 위험에 처한 주민에게 직접 발표되었다.
화산 경사면에 살던 아에타족 중 많은 이들이 4월에 첫 폭발이 시작되자 자발적으로 마을을 떠나 정상에서 약 12 km 떨어진 마을에 모였다. 분화가 격화되면서 그들은 점점 더 멀리 떨어진 정착지로 이동했으며, 일부 아에타족은 거대한 분화가 있기 전 두 달 동안 아홉 번이나 이주하기도 했다. 첫 공식 대피령은 4월 7일 10 km 구역에 내려졌다. 6월 7일 4단계 경보가 발령되자 10~20 km 구역에 대한 대피령이 내려졌다. 6월 13일 5단계 경보가 발령되면서 20~40 km 구역이 대피했으며, 6월 15일 이전에 화산으로부터 30 km 이내 지역에서 총 60,000명가량이 떠났다. 대부분의 사람들은 일시적으로 메트로 마닐라로 이주했으며, 약 30,000명은 케손시티의 아모란토 벨로드롬을 피난민 캠프로 사용했다.
6월 7일, 화산 정상에 용암 돔이 형성되면서 첫 마그마 분화가 일어났다. 돔은 다음 5일 동안 상당히 커져 최대 직경 약 200 m와 높이 40 m에 달했다.

## 분화 격화

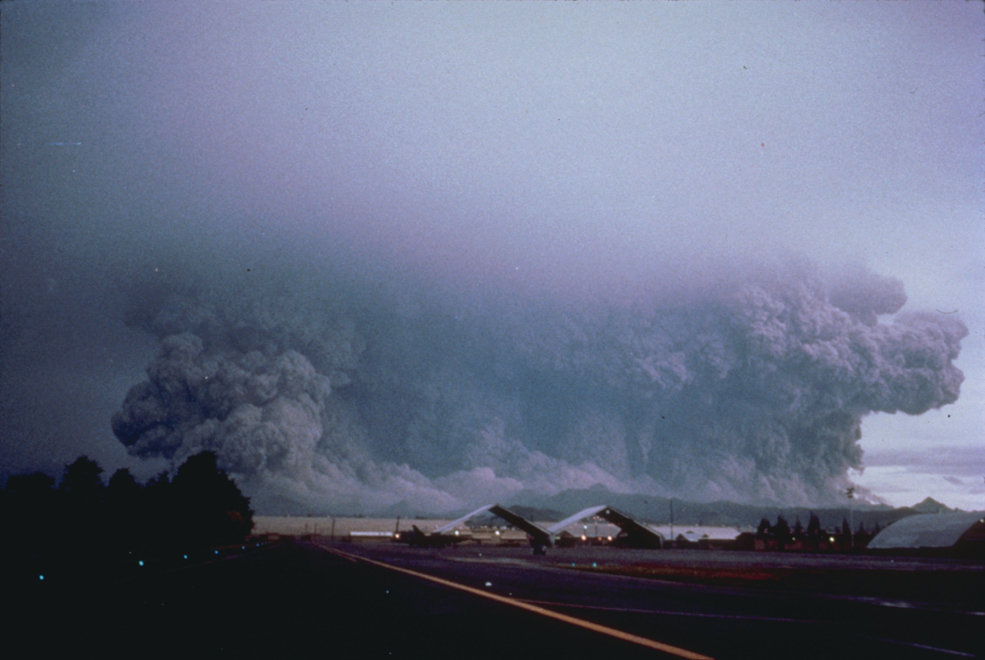
1991년 6월 15일 클라크 공군기지에서 서쪽으로 바라본 피나투보산의 주요 분화 모습. 6월 15~16일의 절정기는 15시간 이상 지속되었고, 약 35 km 높이로 테프라를 대기 중으로 뿜어냈으며, 엄청난 양의 화산쇄설류를 발생시키고 이전 정상부에 칼데라를 남겼다. 나중에 "검은 토요일"이라고 불린 이 어둠의 날은 36시간 동안 이어졌다.

6월 12일 오전 3시 41분(이하 전부 필리핀 현지 시각)에 발생한 작은 폭발은 새로운, 더욱 격렬한 분화 단계의 시작을 알렸다. 몇 시간 후 같은 날, 약 30분간 지속된 대규모 폭발은 거대한 분연주를 생성했으며, 이 기둥은 빠르게 19 km 이상의 높이에 도달했고 일부 강 골짜기에서는 정상에서 최대 4 km까지 뻗어 나가는 대규모 화산쇄설 서지를 발생시켰다. 수빅만에 있던 한 목격자는 폭발이 '압력의 휙 하는 소리로 자신을 강타했다'고 묘사했다. 14시간 후, 15분간의 폭발은 화산 물질을 24 km 높이로 내던졌다. 솟아오르는 화산재 기둥 내부의 마찰은 풍부한 화산뢰를 발생시켰다.
세 번째 대규모 분화는 6월 13일 08:41에 시작되었는데, 이전 2시간 동안 강렬한 작은 지진 활동이 있은 후였다. 약 5분 동안 지속되었으며, 분연주는 다시 24 km에 도달했다. 3시간의 정적 후, 지진 활동이 시작되어 다음 24시간 동안 점점 더 강해졌고, 6월 14일 13:09에 3분간의 분출 폭발이 21 km 높이의 분연주를 생성했다.
이 네 번의 대규모 분화로 인한 테프라 낙하는 화산 남서쪽에 광범위하게 퍼졌다. 이 네 번의 폭발 중 마지막 폭발 후 2시간 뒤, 다음 24시간 동안 지속된 일련의 분화가 시작되었는데, 이는 훨씬 더 큰 화산쇄설류와 서지를 생성하여 화산 측면의 강 계곡을 따라 수 킬로미터를 이동했다. 총 거의 400 km2 (150 mi2)의 땅이 모든 방향으로 이동한 화산쇄설 밀도류에 매몰되었으며 이 매몰 지역은 최소 12 km, 최대 16 km까지 화산으로부터 떨어져 있었다. 분화에 가장 가까운 땅은 화산쇄설류에 침식되었으며, 그곳에는 많은 퇴적물을 남기지 않았다.
데이사이트가 이 분화와 이후의 절정기 사건에서 테프라를 구성하는 지배적인 화성암이었다. 가장 풍부한 반정 광물은 각섬석과 사장석이었지만, 특이한 반정 광물인 황산 칼슘이라는 경석고도 존재했다. 데이사이트 마그마는 대부분의 마그마보다 더 산화되었으며, 분화의 유황이 풍부한 특성은 아마도 산화환원 상태와 인과적으로 관련되었다고 추정된다.
피나투보산의 마지막 절정기 분화는 6월 15일 13:42에 시작되었다. 이 분화는 정상의 붕괴와 지름 2.5 km의 칼데라 생성으로 인해 수많은 주요 지진을 일으켰으며, 정상의 높이를 1,745 m에서 1,486 m로 낮췄다.
클라크 공군기지 근처의 모든 지진계는 14:30까지 완전히 작동 불능 상태가 되었는데, 주로 초대형 화산쇄설 서지 때문이었다. 강렬한 대기압 변동도 기록되었다.
같은 날, 태풍 유냐(현지명 태풍 디딩)가 섬을 강타했는데, 태풍 중심이 화산 북쪽 약 75 km 지점을 통과했다. 태풍의 비는 대부분 분화를 가렸지만, 측정 결과 약 3시간 동안 지속된 분화의 가장 격렬한 단계에서 화산재가 34 km 높이까지 분출된 것으로 나타났다. 화산쇄설 서지가 정상에서 쏟아져 나와 발생 지점에서 최대 16 km 떨어진 곳까지 도달했다. 태풍 비와 홍수는 화산재 퇴적물과 섞여 진흙의 지저분한 비와 대규모 화산이류를 일으켰다.

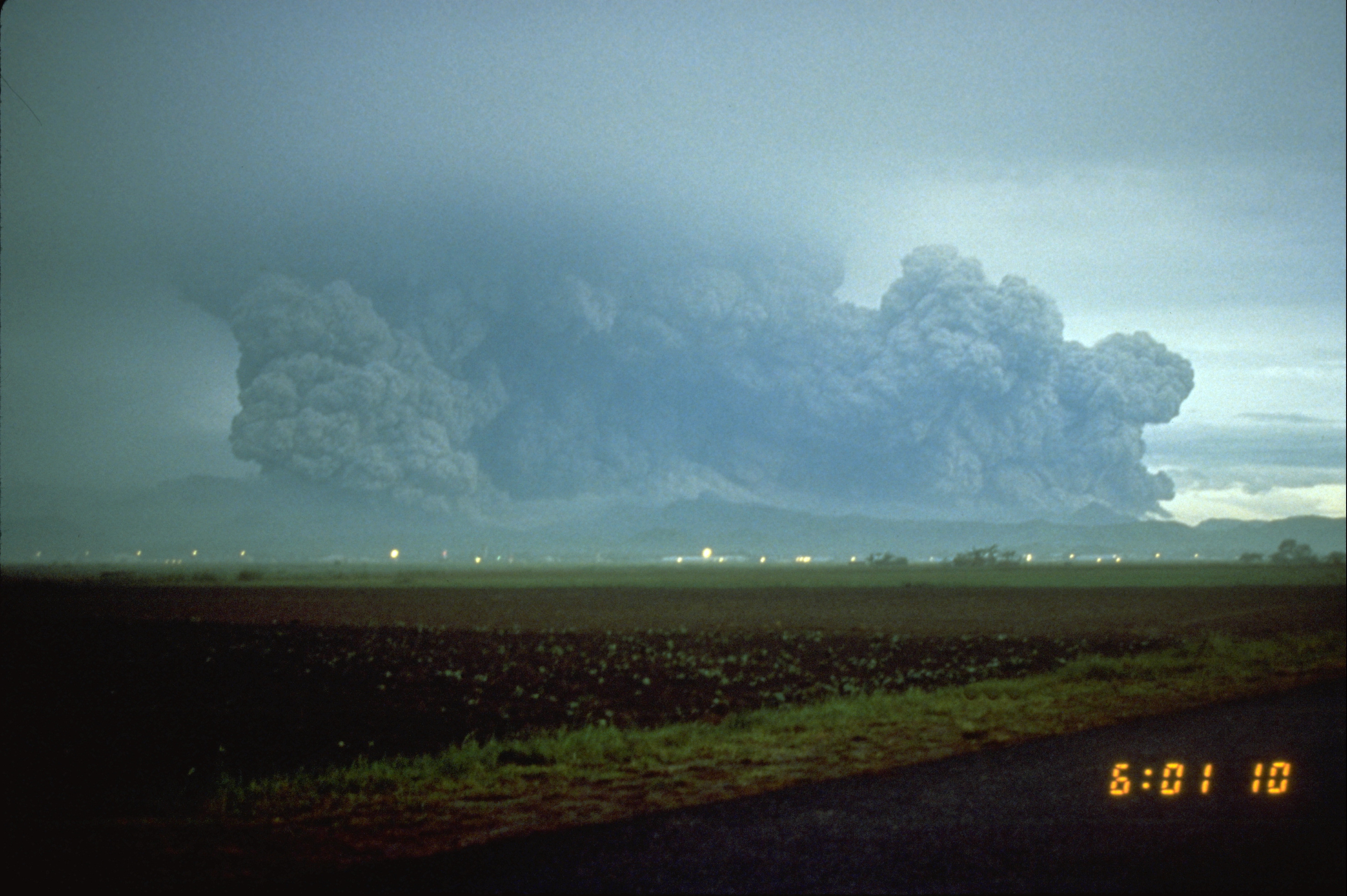
1991년 6월 15일 아침 분화 구름. 절정기 분화 시작 약 7시간 전

화산 분화구에서 나온 화산 기둥은 약 125,000 km2 (48,000 mi2) 면적을 덮어 루손 중부 대부분 지역을 36시간 동안 완전히 어둡게 만들었다. 섬 거의 전체가 젖은 화산재 낙하를 겪었으며, 이는 무겁고 비에 젖은 눈과 같은 담요를 형성했다. 테프라는 남중국해 대부분 지역에 떨어졌으며, 화산재 낙하는 베트남, 캄보디아, 싱가포르, 말레이시아, 인도네시아까지 멀리 기록되었다.
6월 3일 첫 마그마 분화가 시작된 지 12일 후인 1991년 6월 15일 22:30경, 그리고 가장 최근의 절정기가 시작된 지 약 9시간 후, 대기 압력파는 분화 이전 수준으로 감소했다. 이 시점에는 지진 기록이 없었지만, 화산학자들은 22:30이 절정기 분화의 끝을 알리는 시점이라고 믿는다.
엄청난 양의 경금속 및 중금속 광물이 지표면으로 분출되었다. 전체적으로 아연 800,000 t (880,000 쇼트톤), 구리 600,000 t (660,000 쇼트톤), 크로뮴 550,000 t (610,000 쇼트톤), 니켈 300,000 t (330,000 쇼트톤), 그리고 납 100,000 t (110,000 쇼트톤), 비소 10,000 t (11,000 쇼트톤), 카드뮴 1,000 t (1,100 쇼트톤), 수은 800 t (880 쇼트톤)과 같은 인체에 유독한 중금속 광물이 다른 마그마 암석과 혼합되어 분출된 것으로 추정된다.

## 항공기 영향

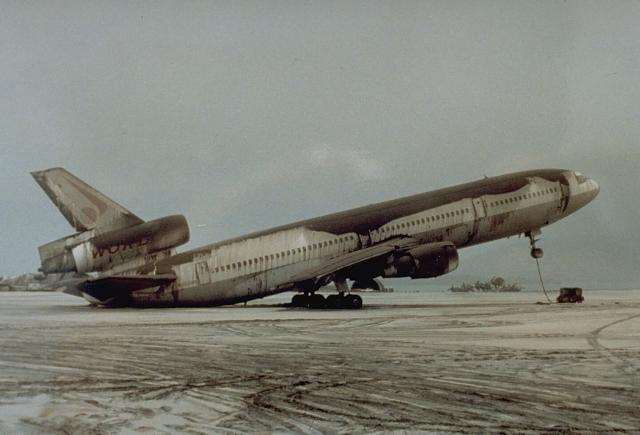
피나투보 화산재 낙하로 인해 꼬리 부분이 눕혀진 DC-10-30 항공기

최소 16대의 상업용 항공기가 6월 15일 분화로 분출된 화산재 구름과 비행 중 손상을 입었으며, 많은 지상 계류 중인 항공기도 상당한 피해를 입었다. 비행 중 충돌로 인해 두 대의 항공기 각각에서 한 대의 엔진이 동력을 잃었다. 한 대의 DC-10의 세 엔진 모두를 포함하여 10개의 엔진이 손상되어 교체되었다. 엔진에 황산염 침전물 축적을 포함하여 항공기와 엔진에 대한 장기적인 손상이 보고되었다. 또한 이 분화는 바사 공군 기지에 야외 보관되어 있던 필리핀 공군의 최근 퇴역한 보우트 F-8 함대를 돌이킬 수 없을 정도로 손상시켰다.

## 여파

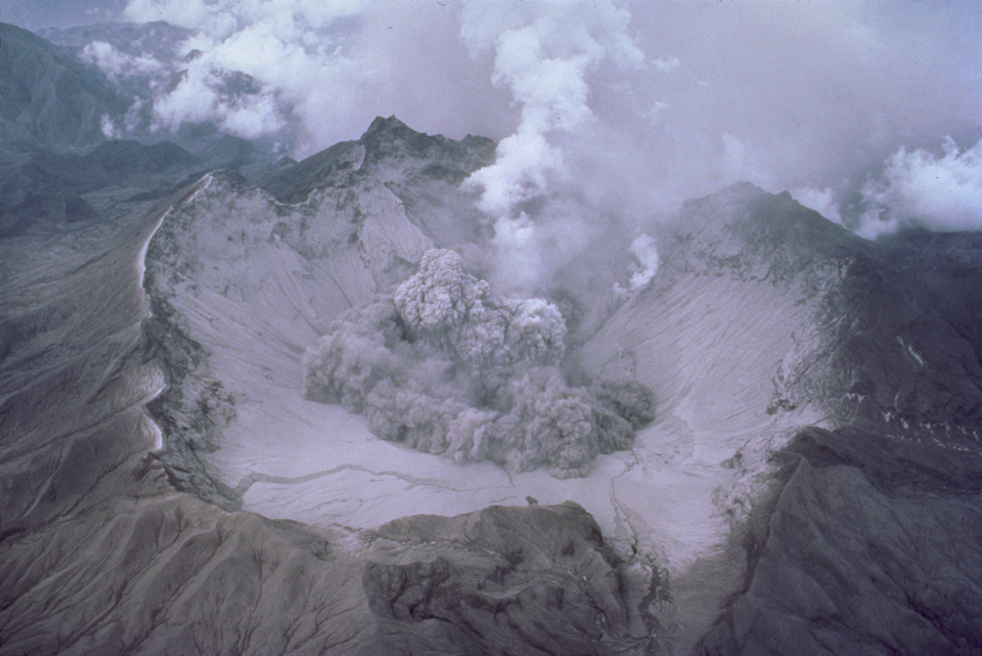
1991년 8월 1일에 본 정상 칼데라. 이후 칼데라에 피나투보호가 형성되었다.

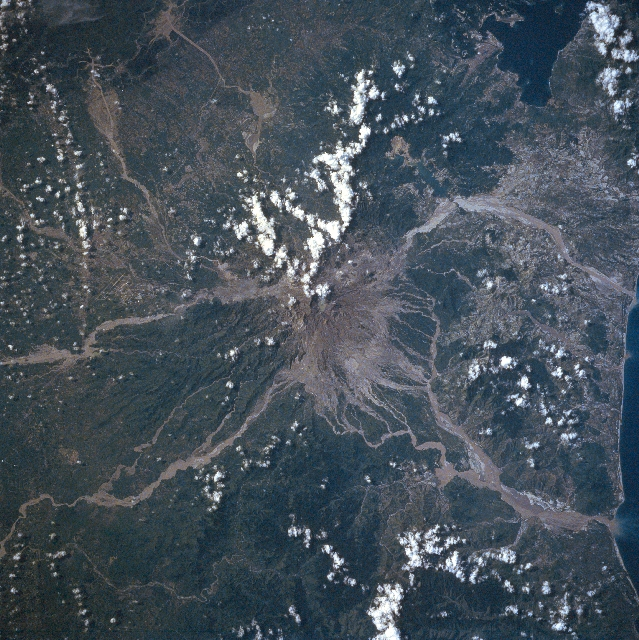
1992년 애틀랜티스 우주왕복선에서 본 피나투보산. 화산과 주변 강 계곡에 두꺼운 화산재와 화산이류 퇴적물이 명확하게 보인다.

### 분화의 폭발성
1991년 분화는 화산 폭발 지수(VEI) 6단계에 해당하며, 화산의 마지막 알려진 분화 활동 이후 약 450~500년 만에 일어났다. 이 분화는 약 10 km3 (2.4 cu mi)의 물질을 분출하여 1912년 노바룹타산 분화 이후 20세기 최대 규모의 분화였으며, 1980년 세인트헬렌스산 분화보다 약 10배 더 컸다. 테프라 낙진 및 화산쇄설류 퇴적물과 같은 분출 물질은 마그마보다 밀도가 훨씬 낮으며, 분출된 물질의 양은 분출되지 않은 물질 약 four 세제곱킬로미터 (0.96 cu mi)에 해당했다. 분화 중 방출된 열 에너지는 TNT 70메가톤에 해당했다.
화산의 이전 정상은 사라지고 2.5 km 너비의 칼데라로 바뀌었다. 이제 칼데라 가장자리의 가장 높은 지점은 해발 1,485 m 지점이며, 분화 전 정상보다 약 260 m 낮아졌다.

### 사망자 수
분화로 인해 847명이 사망한 것으로 보고되었는데, 대부분은 쌓인 화산 물질의 무게로 집 지붕이 붕괴되어 발생했으며, 이는 태풍 유냐가 동시에 상륙하면서 위험이 증폭되었다.
분화 며칠 전의 대피는 수만 명의 생명을 구했으며, 화산학과 분화 예측에 큰 성공으로 평가되었다.
분화 후에도 약 50만 명이 화산에서 40 km 이내에 계속 살고 있으며, 인구 밀집 지역으로는 앙헬레스 15만 명과 클라크 자유 항만 구역 3만 명이 포함된다.

### 농업에 미친 영향

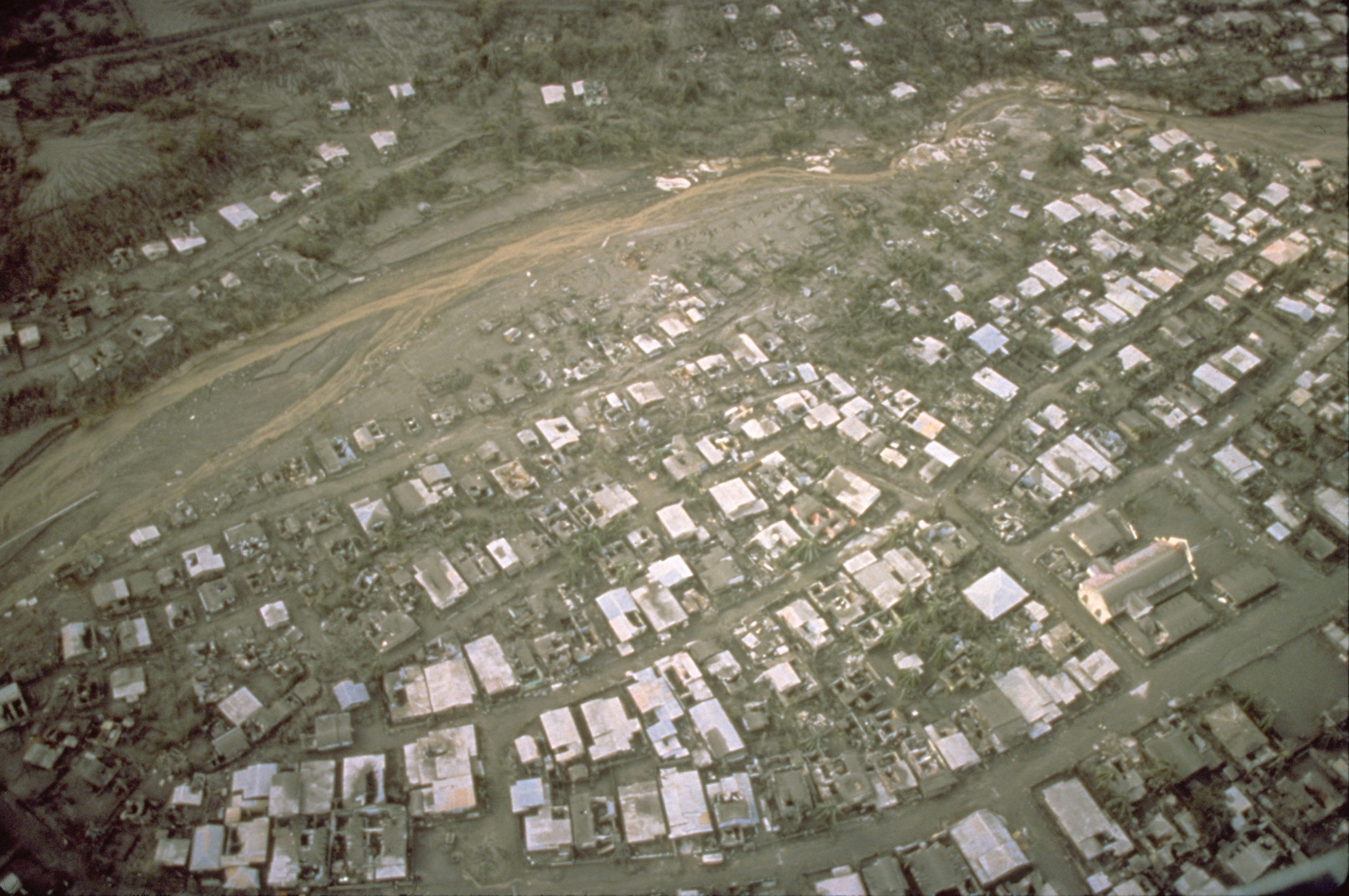
1991년 6월 22일 클라크 공군 기지 남쪽 아바콘강을 따라 사팡바토에서 화산이류 피해와 테프라 낙하로 인한 지붕 피해를 공중에서 본 모습.

총 150 km2 (37,000 ac)에 달하는 1억 2,500만 페소 상당의 많은 재조림 사업 지역이 분화로 파괴되었다. 농업은 심하게 피해를 입었으며, 800 km2 (200,000 ac)의 쌀 재배 농지가 파괴되고 거의 80만 마리의 가축과 가금이 죽어 수천 명의 농부들의 생계를 파괴했다. 분화로 인한 농업 피해액은 15억 페소로 추정되었다.
피나투보산 근처의 많은 농부는 늦여름 장마철 화산이류 홍수의 위협이 닥치기 전에 수확할 수 있는 땅콩, 카사바, 고구마와 같은 조생종 작물을 재배하기 시작했다.

### 지역 경제 및 사회적 영향
총 364개 지역 사회와 210만 명이 분화의 영향을 받았으며, 생계와 주택이 손상되거나 파괴되었다. 8,000채 이상의 주택이 파괴되었고, 73,000채가 추가로 손상되었다. 이들 지역 사회에 가해진 심각한 피해 외에도, 화산 주변 지역 전체의 도로와 통신이 화산쇄설류와 화산이류 홍수에 손상되거나 파괴되었다. 1991년과 1992년의 총 손실액만 각각 106억 페소와 12억 페소로 추정되며, 여기에는 공공 기반 시설 피해액 38억 페소(약 9,200만 미국 달러, 현재 인플레이션 조정 시 1억 7,500만 달러)가 포함된다. 분화로 인한 학교 파괴로 수천 명의 어린이들의 수업이 일시적으로 중단되었다.

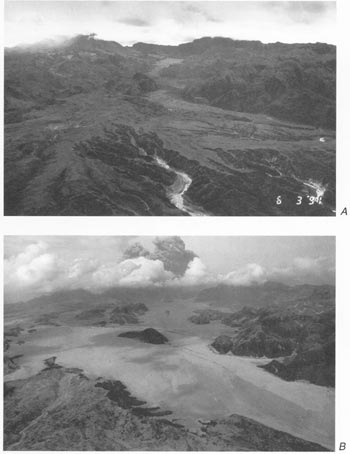
분화 전후의 비교 사진. 화산쇄설류 퇴적물로 채워진 강 계곡

피나투보산의 분화는 주변 지역의 경제발전을 심각하게 저해했다. 피나투보산 지역의 총 지역 국내총생산은 필리핀 전체 국내총생산의 약 10%를 차지했다. GRDP는 분화 전에는 연 5% 성장했지만, 1990년에서 1991년 사이에는 3% 이상 감소했다. 1991년 작물 및 재산 피해액은 3억 7,400만 달러(현재 7억 1,100만 달러)로 추정되었고, 계속되는 화산이류 홍수로 인해 1992년에는 추가로 6,900만 달러(현재 1억 2,700만 달러)의 피해가 발생했다. 총 화산 주변 경작지의 42%가 더 많은 화산이류 홍수의 영향을 받아 이 지역의 농업 경제에 심각한 타격을 입혔다.

### 화산이류
분화 이후, 매번 폭우가 내릴 때마다 화산에서 대규모 화산이류가 발생하여 수천 명의 사람들을 이주시키고 건물과 기반 시설에 막대한 피해를 입혔으며, 수십억 달러의 복구 비용이 발생했다. 분화 후 화산이류의 흐름을 제어하기 위해 제방과 댐을 건설하는 데 자금이 사용되었다.
피나투보산에서 여러 중요한 강이 발원하는데, 주요 강으로는 타를라크강, 아바칸강, 파시그-포트레로강, 산타루시아강, 부카오강, 산토토마스강, 말로마강, 탕가이강, 애슐리강, 킬렝강이 있다. 분화 전에는 이들 강이 중요한 생태계였지만, 분화로 인해 많은 계곡이 깊은 화산쇄설암 퇴적물로 채워졌다. 1991년 이후 강은 퇴적물로 막혔고, 계곡은 분화 후 몇 년 동안 계속해서 빈번한 화산이류를 겪었다. 연구에 따르면 각 강이 1991년 6월 분화에서 회복하는 데 수십 년이 걸린다고 추정했다.
1995년 9월 3일, 화산이류가 팜팡가주 바콜로르에 있는 산 길례르모 교구 교회를 12 m 높이의 절반까지 묻었다.

### 군사적 영향

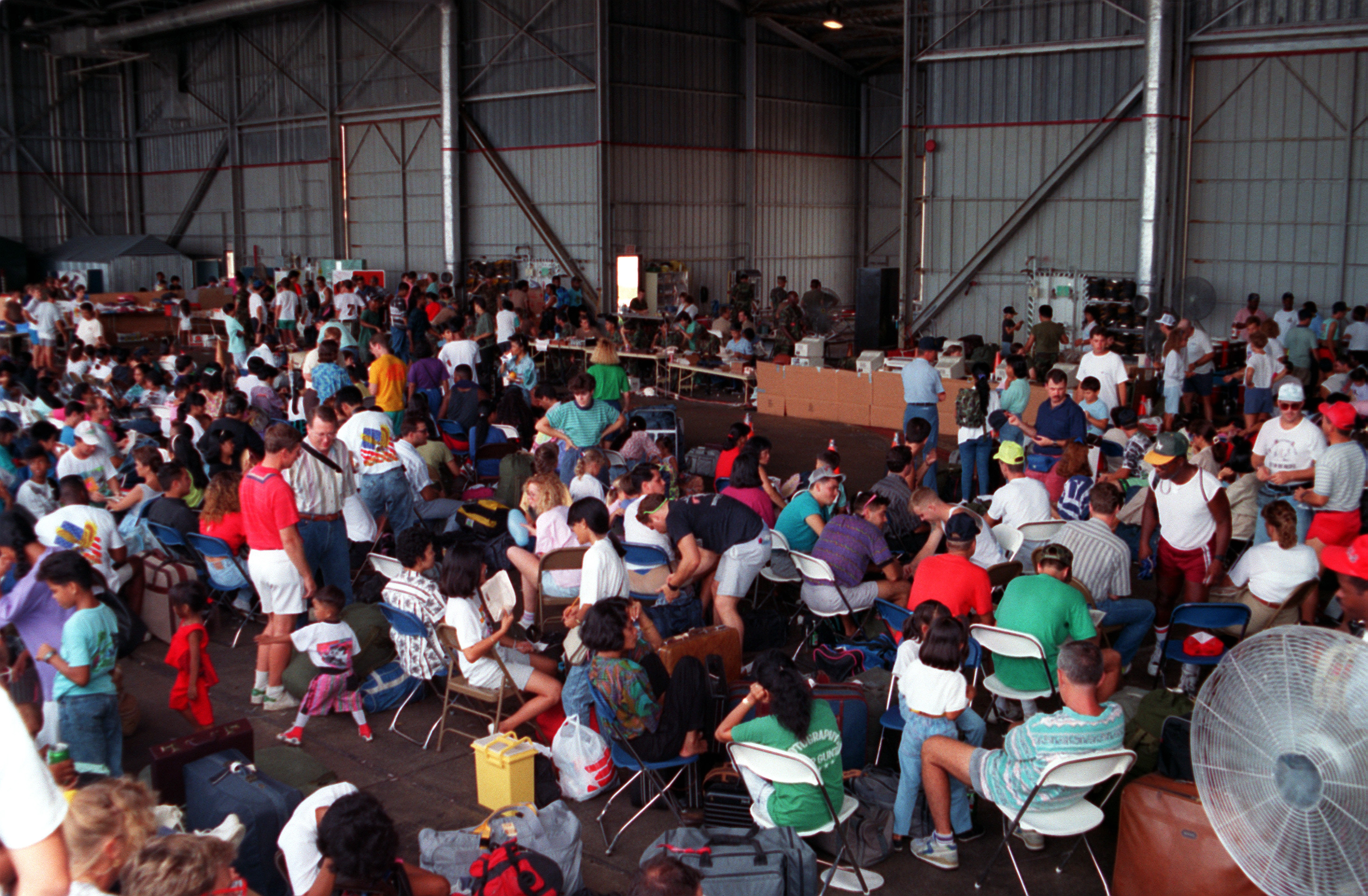
괌에 있는 앤더슨 공군기지의 피나투보산 대피자

미국 공군은 분화 중 및 직후에 영향을 받은 두 기지에서 미국 군인과 그 가족을 대피시키기 위해 대규모 공수 작전인 불타는 감시 작전을 시작했다. 첫 해상 대피는 6월 16일 수빅만 해군 기지의 알라바 부두에서 USS 로드니 M. 데이비스, USS 커츠, USS 아칸소에 탑승하여 이루어졌는데, 이들은 모두 항구에 있거나 6월 12일 초기 화산재 기둥이 분출된 직후 항구에 도착한 함정이었다. 각 함정은 수빅만에서 세부시티, 민다나오로 대피자를 수송하기 위해 두 차례 항해했으며, 이후 미국 공군 부대가 괌의 앤더슨 공군 기지로 이송했다.
추가적인 해상 대피는 며칠 후 USS 에이브러햄 링컨 (CVN-72) (에이브러햄 링컨) 전투단, USS 미드웨이 (CV-41) (미드웨이), 그리고 USS 펠레리우의 도착과 함께 시작되었다. 대부분의 인원은 처음에는 괌, 오키나와, 미국 하와이주로 재배치되었지만, 일부는 미국 본토로 돌아갔다. 클라크 공군 기지는 결국 화산 분화의 피해가 너무 심해 미군도 주둔을 포기했으며 수빅만은 1992년 11월 임대 협상 결렬과 1947년 군사 기지 협정 만료에 따라 필리핀으로 통제권이 넘어갔다.

### 지구 환경 영향
엄청난 양의 용암과 화산재가 강력하게 분출되면서 상당한 양의 미립자와 먼지가 성층권으로 주입되었다. 이산화황은 대기 중에서 산화되어 황산 방울 안개를 형성했으며, 이는 분화 후 1년 동안 성층권 전체로 점차 퍼져나갔다. 성층권으로의 에어로졸 주입은 1883년 크라카타우산 분화 이후 가장 큰 규모로 여겨지며, 총 SO
2 질량은 약 17,000,000 t (19,000,000 쇼트톤)이 주입되었다. 이는 현대 기기로 기록된 가장 큰 양이다 (차트 및 그림 참조).

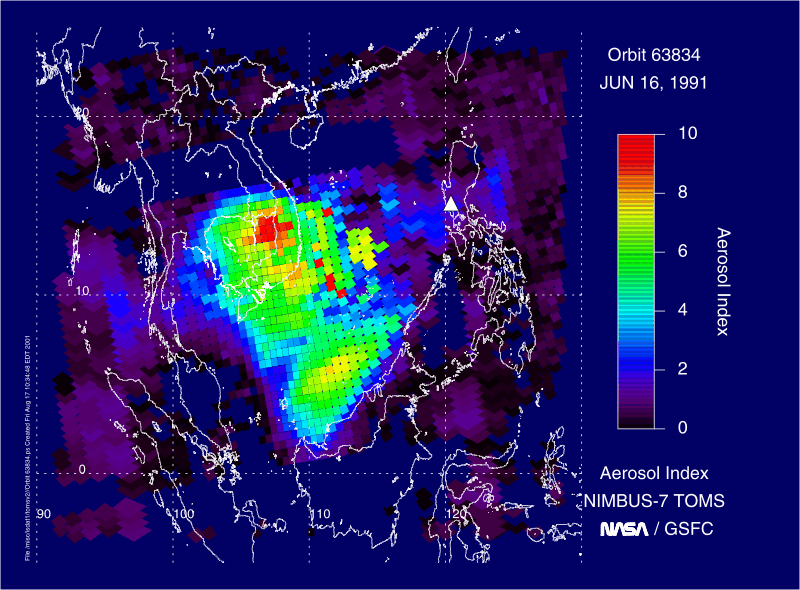
피나투보산의 화산재 및 에어로졸 방출 위성 측정

이러한 매우 큰 성층권 주입은 화산 겨울로 이어져 지구 표면에 도달하는 햇빛의 정상적인 양이 약 10% 감소했다 (그림 참조). 이로 인해 북반구 평균 기온은 0.5~0.6 °C 감소했으며, 전 세계적으로 약 0.4 °C 감소했다. 1991년 분화는 1992년 "여름이 없었다"는 현상을 야기하기도 했다. 하지만 이 화산 겨울의 극심함은 일부에서 의문이 제기되었으며, 전 세계 기온이 13개월 동안 0.2 °C 감소했다는 보다 보수적인 추정치도 제시되었다.
동시에 성층권의 온도는 에어로졸의 복사 흡수 때문에 평상시보다 몇 도 더 높게 상승했다. 분화로 인한 성층권 구름은 3년 동안 대기 중에 남아 있었다. 이 분화는 직접적인 원인은 아니었지만, 1991년 퍼펙트 스톰, 1991년 할로윈 블리자드, 1993년 세기의 폭풍 형성에 기여했다고 추정된다.
이 분화는 대기 중 오존 수준에 상당한 영향을 미쳐 오존 파괴율을 크게 증가시켰다. 중위도 지역의 오존 수준은 역대 최저치를 기록했으며, 1992년 남반구 겨울에는 남극 상공의 오존 구멍이 그때까지 가장 큰 규모에 도달했으며, 기록된 오존 고갈 속도도 가장 빨랐다. 1991년 8월 칠레의 허드슨산 분화도 남반구 오존 파괴에 기여했으며, 피나투보산과 허드슨산의 에어로졸 구름이 도착했을 때 대류권계면의 오존 수준이 급격히 감소했음을 보여주는 측정치가 있었다.
대기 중 먼지의 또 다른 눈에 띄는 영향은 월식의 모습이었다. 보통 월식 중에도 달은 희미하더라도 여전히 보이지만, 피나투보산 분화 후 1년 동안에는 대기 중 먼지에 의한 훨씬 더 큰 햇빛 흡수 때문에 월식 중에 달이 거의 보이지 않았다. 또한 분화로 인한 과도한 구름 응집핵이 미국 중서부의 "1993년 미국 대홍수"의 원인이 되었다고 주장하기도 했다.

### 아에타족
아에타족은 분화로 인해 가장 큰 피해를 입었다. 화산 주변 지역이 안전하다고 선언된 후, 많은 아에타족은 예전 마을로 돌아갔지만 마을이 화산쇄설물과 화산이류 퇴적물로 파괴되었다. 일부는 이전의 생활 방식으로 돌아갈 수 있었지만, 대부분은 정부가 조직한 재정착 지역으로 이주했다. 이 지역의 환경은 좋지 않았으며, 각 가족은 작물 재배에 이상적이지 않은 작은 땅만 받았다. 많은 아에타족은 저지대 농부를 위해 임시 노동을 찾았으며, 전반적으로 아에타족 사회는 훨씬 더 분열되고 저지대 문화에 의존하고 통합되었다.

## 인도주의적 지원
분화로 인한 인도주의적 지원은 다음과 같다.

### 지역

#### 정부
정부는 여러 재활 및 재건 프로그램을 시행했다. 화산이류로 인한 피해를 처리하는 데 도움이 될 프로젝트도 시행되었다. 그중 하나는 거대 방조제 건설이다. 또한, 피해를 입은 사람들을 위한 기본 서비스 이행을 신속화하기 위해 NGO를 포함한 민간 부문이 구호 활동에 참여했다. 이들은 정부 측에서 부족하다고 판단된 서비스에 대한 지원과 조정을 제공했다.
1. 재정착
| 대상                   | 금액 (페소)  |
| ---------------------- | ------------ |
| 고지대 주민 (아에타족) | 3억 4,900만  |
| 저지대 주민            | 16억 8,900만 |

2. 농업 및 산업에 중점을 둔 생계 프로그램 (피해 가족을 위한 신속한 소득 창출 기회)
| 프로그램                  | 금액 (페소)  |
| ------------------------- | ------------ |
| 대나무 개발 프로젝트      | 8천만        |
| 농업 재활 프로그램        | 1억 9,740만  |
| 농업 개발 프로그램        | 6억 1,500만  |
| 생산성 센터               | 11억 2천만   |
| 통합 소 사육 프로그램     | 1억 2천만    |
| 통합 가금류 생계 프로그램 | 4천만        |
| 심해 어업                 | 5천 8백만    |
| 금융 프로그램             | 37억 1,800만 |

3. 기본 사회 서비스
| 프로그램            | 금액 (페소) |
| ------------------- | ----------- |
| 구호 서비스         | 3억 7,050만 |
| 보건 및 영양 서비스 | 3억 6,700만 |
| 농업 개발 프로그램  | 6억 1,500만 |

4. 기반 시설 재활 및 재건
| 프로그램                                       | 금액 (페소) |
| ---------------------------------------------- | ----------- |
| 강 복구 및 개선 프로젝트                       | 29억        |
| 도로 및 교량 재건 및 복구                      | 15억        |
| 카파스-보톨란 도로 대체 경로 개발              | 5억 3,700만 |
| 산 페르난도 디날루피한 도로                    | 14억        |
| 앙헬레스-포라크-플로리다블랑카 디날루피한 도로 | 1억 6,900만 |
| 손상된 학교 및 공공 건물 복구                  | 9억 8,200만 |
| 이동 보건 시설                                 | 4천만       |
| 손상된 국립 및 공동 관개 시스템 수리 및 복구   | 2억 2,860만 |
| 철도 시설 복구                                 | 7천만       |

#### 아시아 재난 경감 센터
아시아 재난 경감 센터는 1998년 효고현 고베시에 설립되었으며, 50개 회원국의 재난 복원력을 향상하고, 안전한 지역 사회를 건설하며, 지속 가능한 개발이 가능한 사회를 만드는 것을 목표로 한다. 이 센터는 해당 분야의 인력 교류와 같은 다양한 프로그램을 통해 국가 간 네트워크를 구축하고 확립하기 위해 노력한다. 이 센터는 국제재해경감전략 (ISDR), 유엔 인도주의 업무 조정국 (OCHA), 유네스코 (UNESCO), 유엔 아시아 태평양 경제 사회 위원회 (ESCAP), 세계기상기구 (WMO), 세계보건기구 서태평양 지역사무소 (WHO/WPRO)를 포함한 다양한 유엔 기관 및 국제 기구와 협력하여 이 문제를 세계적인 관점에서 다룬다. 아시아 재난 경감 센터는 주로 다음과 같은 형태의 지원에 중점을 둔다.

##### 재정착
분화 후, 많은 주택이 파괴되었고 화산이류의 영향을 받은 많은 지역이 거주할 수 없는 것으로 판명되었다. 특히 아에타족과 저지대 주민들의 재정착이 필요했다. 이 두 집단을 위한 재정착은 그들의 사회문화적 및 사회경제적 차이를 고려해야 했다.

팜팡가, 타를라크, 잠발레스에 건설된 피나투보 재정착 지역 중 일부
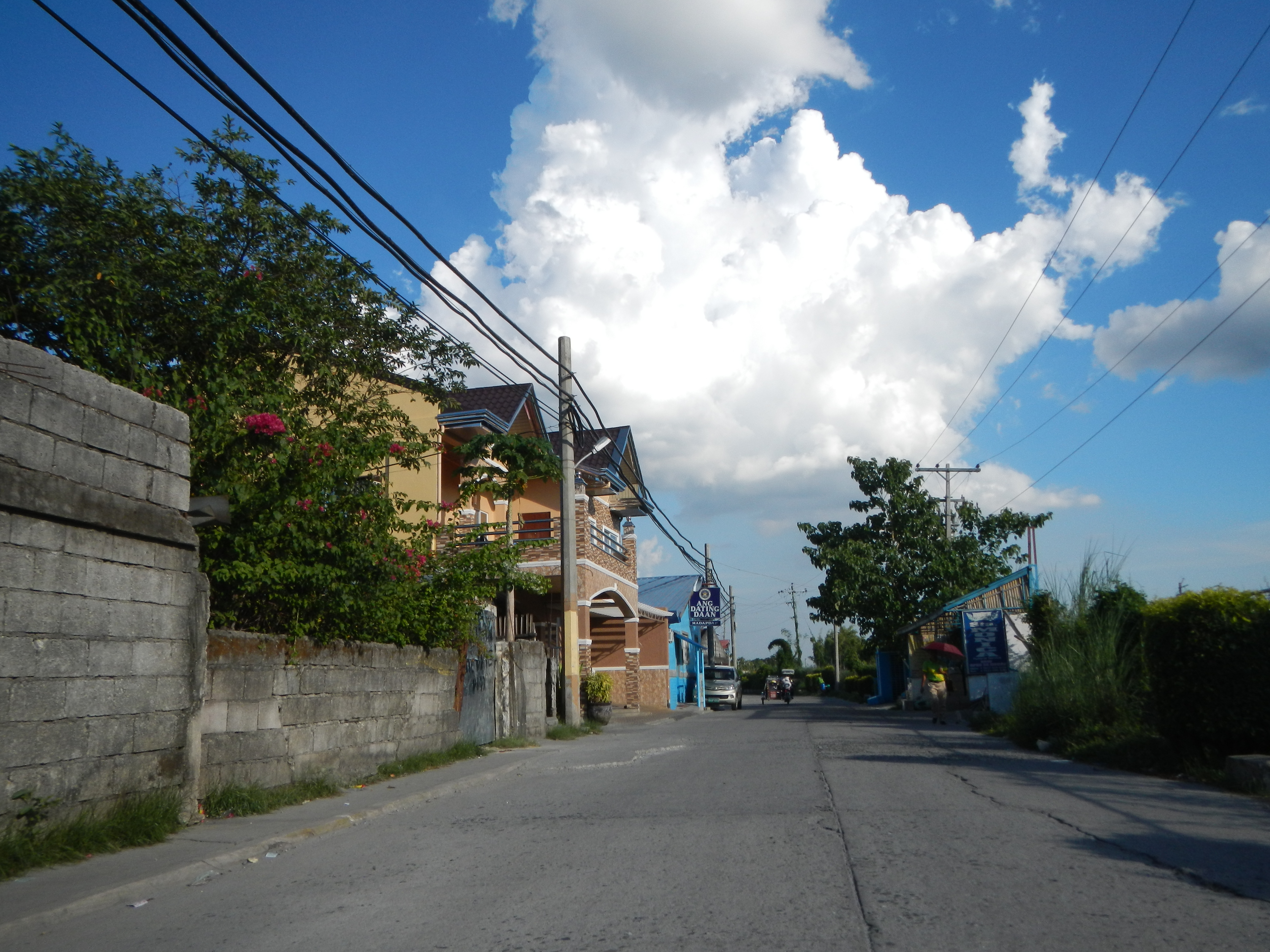
팜팡가주 마발라카트의 마답답 재정착 센터
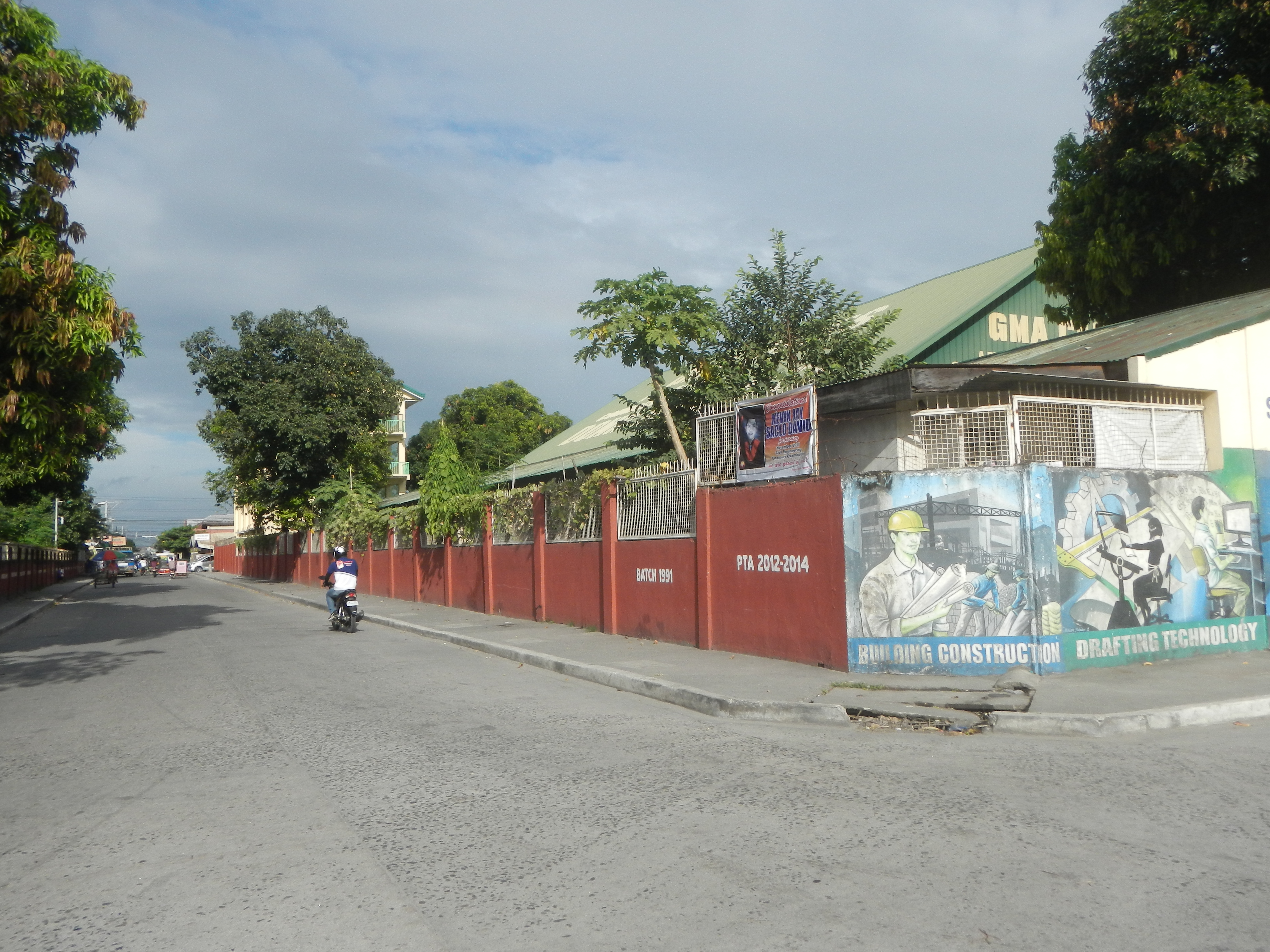
팜팡가주 산페르난도의 불라온 재정착 센터
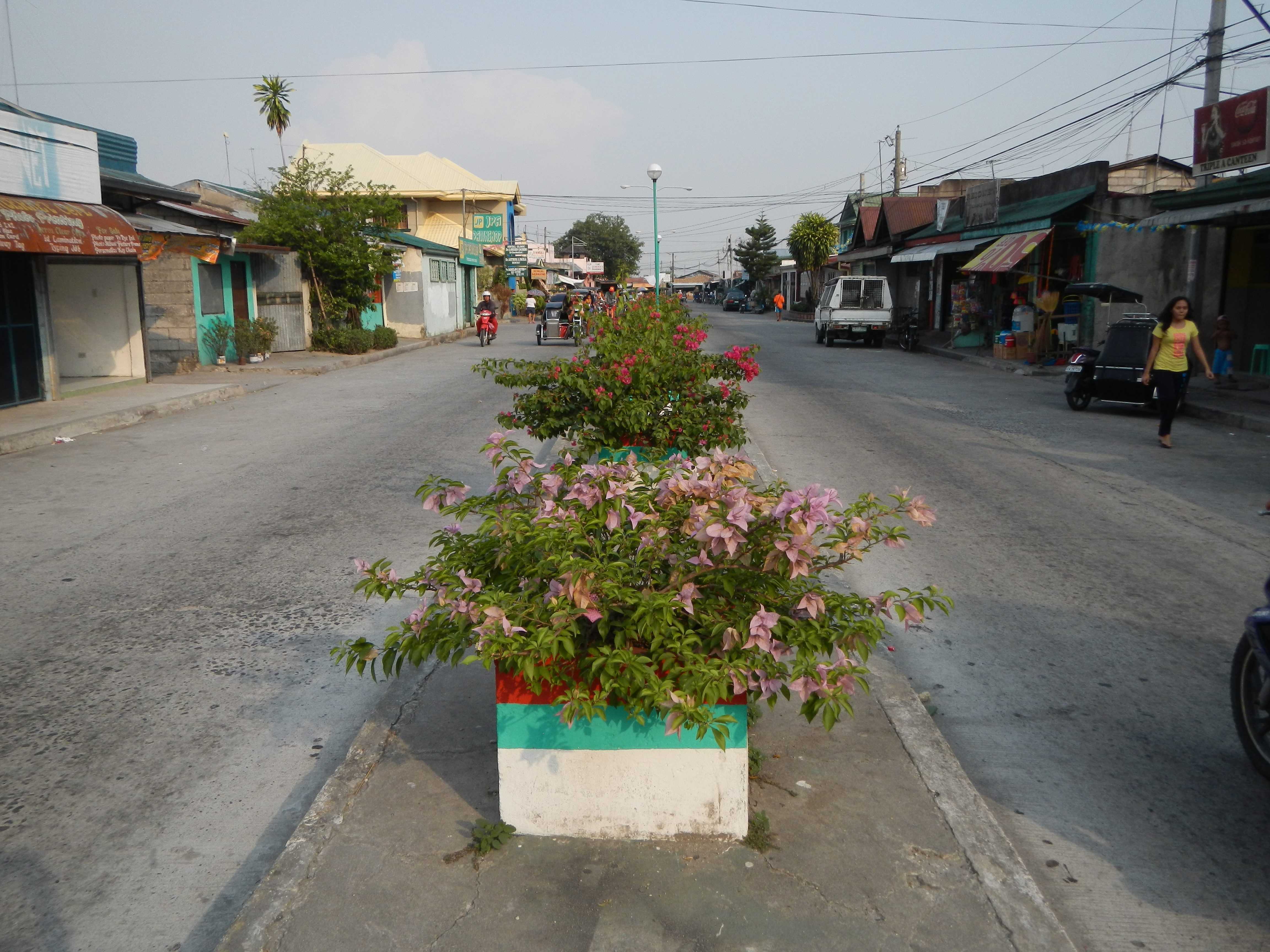
팜팡가주 멕시코의 판다카퀴 재정착 센터
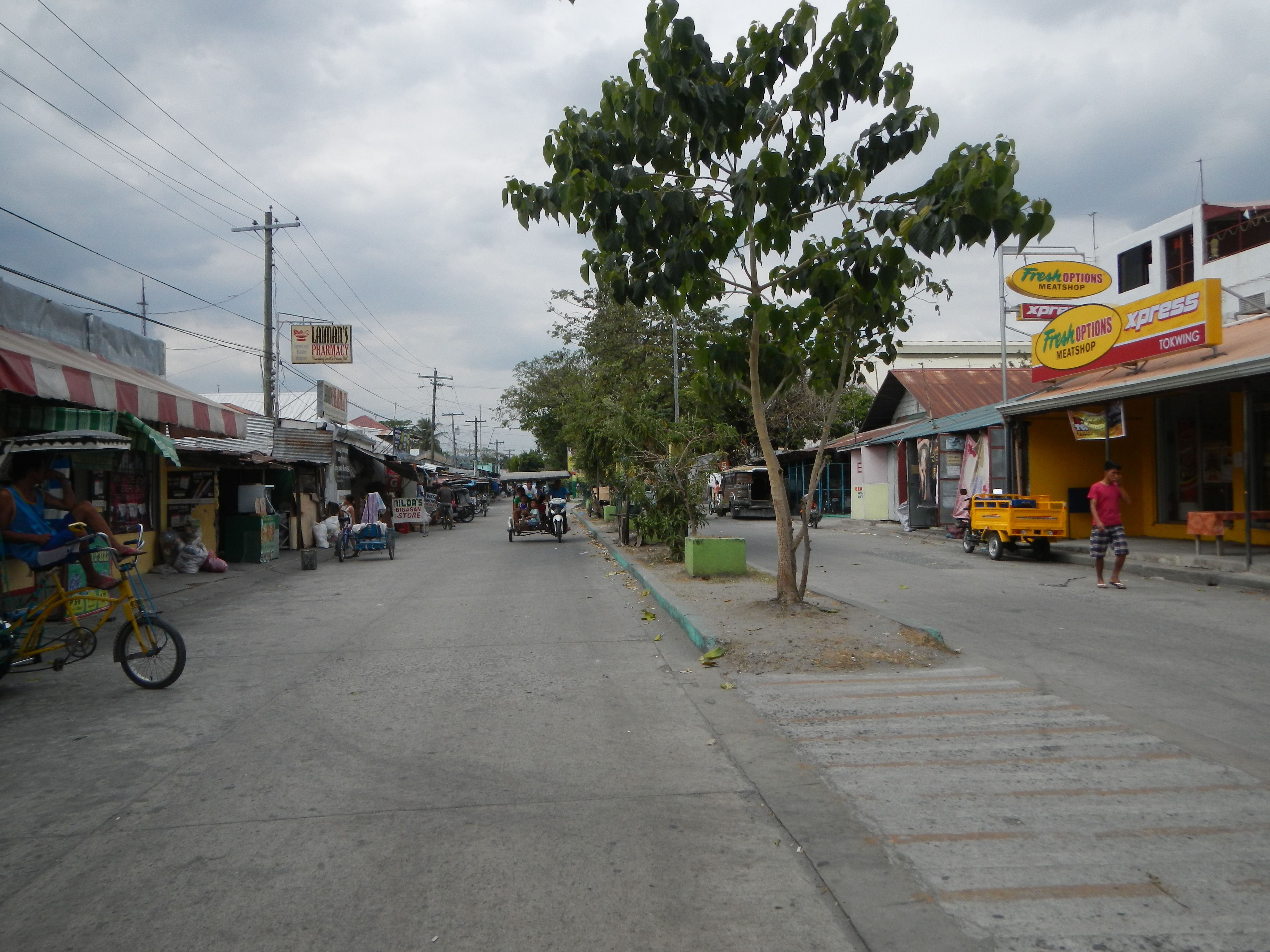
팜팡가주 포라크의 피오 모델 커뮤니티
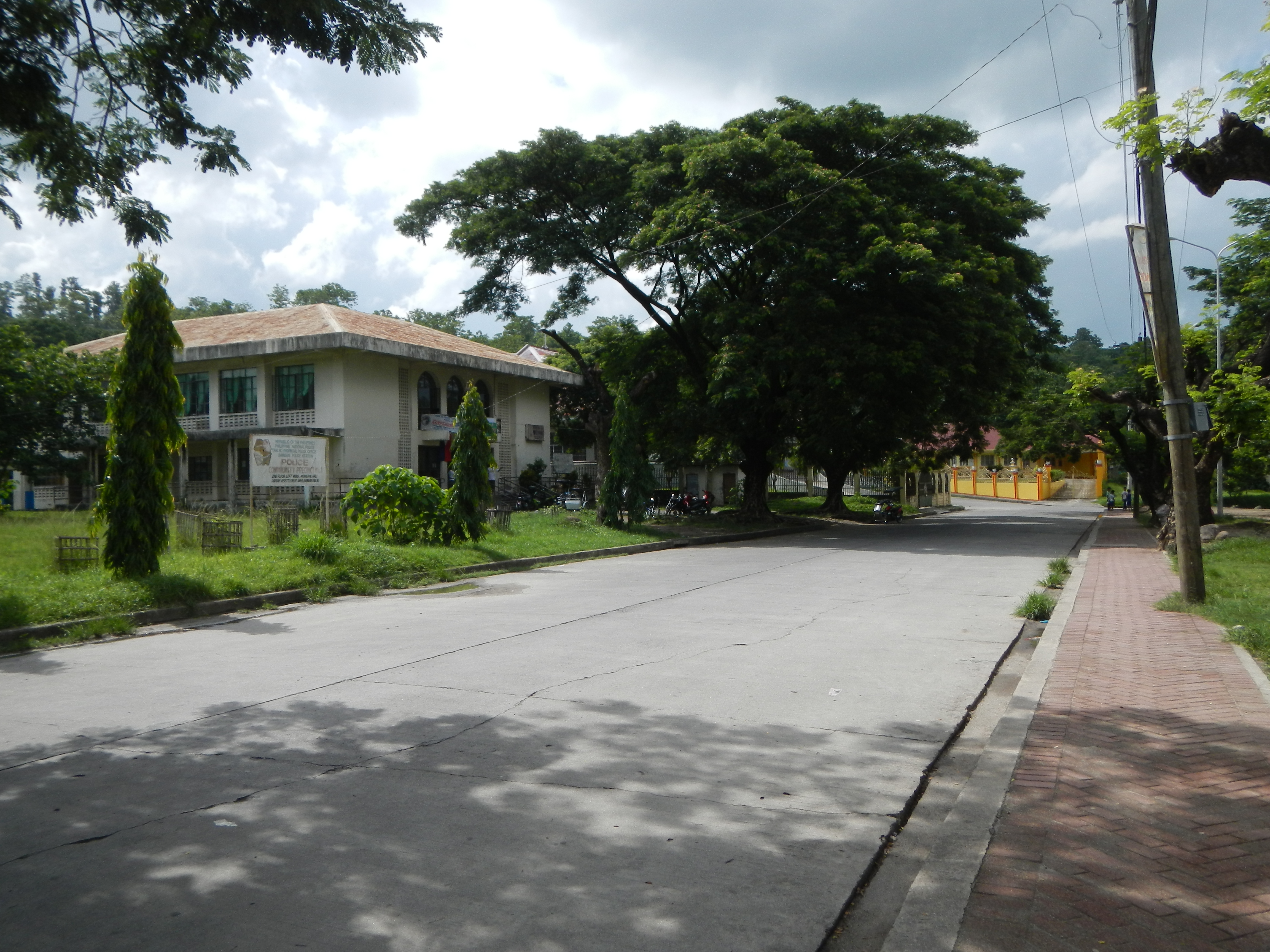
타를라크주 밤반의 답답 재정착 센터

##### 생계
많은 농지가 파괴되고 농부 및 기타 노동자들이 이주해야 하는 상황에 직면하여, 정부는 문제를 해결하기 위한 장기적인 해결책을 찾아야 했다. 농업 기반 산업도 큰 영향을 받았다. 클라크 공군 기지의 폐쇄는 단기적인 생계를 찾고 노동자들의 이주로 인한 파급 효과를 완화하기 위해 기지 토지를 사용할 필요성을 제기했다.

##### 사회 서비스
이번 사건으로 인한 파괴로 인해 사회 서비스 부문은 보건, 사회 복지, 교육 분야에서 지원 노력을 계속해야 한다는 압력을 받았다. 제공되는 서비스는 대피소 내 피해자에게만 국한되지 않고 다른 피해자에게도 제공되었다. 분화가 학년 시작 시점에 발생했지만, 학교 시설이 파괴되어 수업을 연기해야 했다. 대피자들을 위한 재정착지 제공 또한 주요 관심사였다. 사회 서비스는 피해자들이 정착할 수 있도록 예비 재정착지에서도 제공되었다.

##### 기반시설
많은 기반 시설의 파괴는 주로 폭발 후 젖은 화산재 때문이었다. 이 지역의 도로, 교량, 공공 건물, 시설, 통신 및 강과 홍수 통제 구조물은 정부의 주요 관심사 중 일부였다. 또한 갑작스러운 홍수와 화산이류로 인한 위협에 대한 조치를 마련해야 하는 시급한 요구가 정부에 제기되었다.

##### 토지 이용 및 환경 관리
분화의 여파는 인공 구조물뿐만 아니라 농지, 산림, 유역에도 피해를 입혔다. 강 시스템과 피해 지역의 전반적인 환경 또한 심한 화산이류 흐름으로 인해 심하게 손상되었다. 이를 해결하기 위해서는 토지 면적 지역의 신중한 재계획이 필요하다.

##### 과학 및 기술
이 사건은 분화 위험 지역에 대한 현재 정책과 지식을 재평가하기 위한 과학 연구의 필요성을 보여주었다. 또한 산업 및 상업적 목적으로 화산재를 적용할 가능성에 대한 연구도 할당되어야 한다. 이 문제의 중요성은 정부와 민간 부문 모두에게 영향을 미친다.

### 국제
필리핀 정부가 국제적 지원을 공식적으로 요청하기 전에도, 1992년 7월 말 미국 국제개발처 재난구호국 (USAID/OFDA)은 홍수 및 화산이류 피해자들을 위한 대피소 자재를 선적했다. 다음 달에는 구호 및 재활 프로젝트에 사용할 37만 5천 달러를 제공했다. 사회 복지 개발부는 기부자 공동체를 구성하는 대부분의 국제 기관 대표와의 비공식 기부자 회의에서 국가 정부가 여전히 충분한 장비와 자원을 갖추고 있어 피해자들을 도울 수 있다고 주장했다. UN 재난 관리팀 (DMT)과 유엔 인도주의 업무 조정국/유엔 재난 구호 기구 (DHA/UNDRO)는 상황을 모니터링하고 추가 지원을 위한 아이디어를 수립하기 위해 국가 정부와 계속 협력했다.
당시 대통령 피델 V. 라모스가 피해 지역과 지방을 비상사태로 선포하고 나서야 국가 정부는 공식적으로 국제적 지원과 해당 지역의 재활 및 구호 활동을 위한 지원을 요청했다. 이에 DHA/UNDRO는 국제 사회에 요청에 응답하도록 촉구했으며, 정부와 협력하여 계속 운영했다.
인도주의적 구호 지원을 제공한 국가 중에는 호주, 벨기에, 캐나다, 중국, 덴마크, 핀란드, 프랑스, 독일, 인도, 인도네시아, 이탈리아, 일본, 말레이시아, 몰타, 미얀마, 네덜란드, 뉴질랜드, 노르웨이, 사우디아라비아, 싱가포르, 대한민국, 스페인, 스웨덴, 태국, 영국, 미국이 있었다. 유엔 개발 계획 (UNDP), 유엔 재난 구호 조정국 (UNDRO, 현 유엔 인도주의 업무 조정국 또는 OCHA의 전신), 유니세프 (UNICEF), 세계 식량 계획 (WFP), 세계보건기구 (WHO)를 포함한 국제 기구도 지원을 제공했다. 이들 기구와 국가의 구호 지원은 현금 기부 또는 식량 꾸러미, 의약품, 대피소 자재와 같은 구호 물품의 형태였다.

#### 유엔
유엔 (UN)의 여러 기구가 기여한 내용은 다음과 같다.
| 유엔 기구                    | 기여 유형               | 금액 (USD) |
| ---------------------------- | ----------------------- | ---------- |
| 유엔 개발 프로그램 (UNDP)    | 현지 목적 현금          | 50,000     |
| 유엔 아동 비상 기금 (UNICEF) | 정규 프로그램 자금 현금 | 72,000     |
| 유엔 아동 비상 기금 (UNICEF) | 일반 자원 현금          | 150,000    |
| 세계보건기구 (WHO)           | 긴급 보건 키트 1개      | 10,000     |
| 세계 식량 계획 (WFP)         | 식량 물품               | 50,000     |

유엔 참여국이 기여한 내용은 다음과 같다.
| 국가           | 기여 유형                                        | 금액 (USD) |
| -------------- | ------------------------------------------------ | ---------- |
| 오스트레일리아 | 식량, 구호 물품, 의약품, 의료 용품               | 7,142      |
| 오스트레일리아 | 현금 (AU$250,000) 사회 복지 개발부 (DSWD) 경유   | 178,571    |
| 덴마크         | 현금 (DK 250,000)                                | 45,872     |
| 독일           | 현금 (DM 100,000) 비정부 기구 (NGO) 경유         | 70,922     |
| 독일           | 현금 (DM 100,000) 독일 대사관 경유               | 70,922     |
| 네덜란드       | 현금 유니세프 경유                               | 675,000    |
| 스페인         | 텐트 40개, 주방용품 키트 100개 (항공 운송 포함)  | 54,644     |
| 스웨덴         | 현금 (SEK 500,000) 비정부 기구 경유              | 97,087     |
| 영국           | 현금 SCF/필리핀 사회 진보를 위한 기업 (NGO) 경유 | 89,108     |
| 미국           | 현금                                             | 25,000     |
| 미국           | 플라스틱 시트 1,000상자 (항공 운송 포함)         | 726,800    |
| 미국           | 현금 필리핀 사회 진보를 위한 기업 경유           | 189,000    |
| 미국           | 현금 제이미 옹핀 재단 경유                       | 175,000    |
| 미국           | 현금 A. 소리아노 재단 경유                       | 262,500    |

#### 기타
외국 지원으로 가능해진 DPWH의 특정 프로젝트는 다음과 같다.
- ADB 자금 지원 피나투보산 피해 복구 프로젝트
- 독일 재건 은행 자금 지원 피나투보산 긴급 구호 프로젝트
- 일본 국제협력단 (JICA) 자금 지원 피나투보산 구호 및 재활 프로젝트
- USAID 자금 지원 미국 육군 공병대 피나투보산 복구 조치
- 네덜란드 자금 지원 파삭-과과-산 페르난도 수로 준설
- 해외 경제 협력 기금 (OECF) 자금 지원 피나투보산 위험 긴급 완화 프로젝트
- 독일 국제 이주 센터 (CIM) 자금 지원 피나투보산 긴급-PMO 기술 지원
- JICA 자금 지원 피나투보산 재정착 지역 식수 공급을 위한 무상 원조 및 사코비아 밤반/아바칸 강 유역의 홍수 및 토석류 제어 연구
- IBRD 자금 지원 피나투보산 및 재활 작업 기술 지원
- 스위스 재난 구호 자금 지원 피나투보산 재활 기술 지원
- JBIC 엔화 대출 패키지 자금 지원 피나투보산 위험 긴급 완화 프로젝트

## 대중 문화
이 분화는 화산 및 재난 다큐멘터리에 소개되었다.
- 《노바》: "킬러 화산의 경로에서" (PBS, 1993)[37]
- 《화산: 자연의 불지옥》 (내셔널 지오그래픽, 1997)[38]
- 《피노이 트루 스토리: 레드 얼러트》 (ABS-CBN, 2014–15)[39]
- 《지구의 분노》 (미국 재난 해부): "화산" (GRB 스튜디오, 1997)[40]
- 메가 재난 (NHNZ, 2006)[41]
- 야생 지구: "불지옥에서 나오다" (PBS 및 ITV, 1998)[42]
- 놀라운 비디오 컬렉션: 자연 재해 (1996, 비디오 직행)[43]
- 리망 데카다: GMA 뉴스 50주년 특별 (GMA 뉴스 앤 퍼블릭 어페어스가 2010년 50주년을 기념하여 제작한 텔레비전 스페셜)[44]
- 사 마타 응 발리타 (ABS-CBN 뉴스 앤 커런트 어페어스가 2003년 50주년을 기념하여 제작한 텔레비전 스페셜)[45]
- 《피나투보에서 살아남기》 (내셔널 지오그래픽 채널, 2006)[46]
- 《볼케이노》 (1997년 영화, 언급)
- 《단테스 피크》 (1997년 영화, 언급)
- 《바야니》 (ABS-CBN)[47][48][확인 필요]

## 같이 보기
- 필리핀의 화산 목록
- 20세기 대규모 화산 분화 목록
- 사망자 수별 화산 분화 목록
- 화산 겨울 (최근의 한 예시가 이 분화로 인해 발생)

## 추가 자료
- Gaillard, Jean-Christophe (December 2006). 《Was it a cultural disaster? Aeta resilience following the 1991 Mt Pinatubo eruption》. 《Philippine Quarterly of Culture and Society》 34. 376–399쪽. JSTOR 29792602.